# Адвентизм

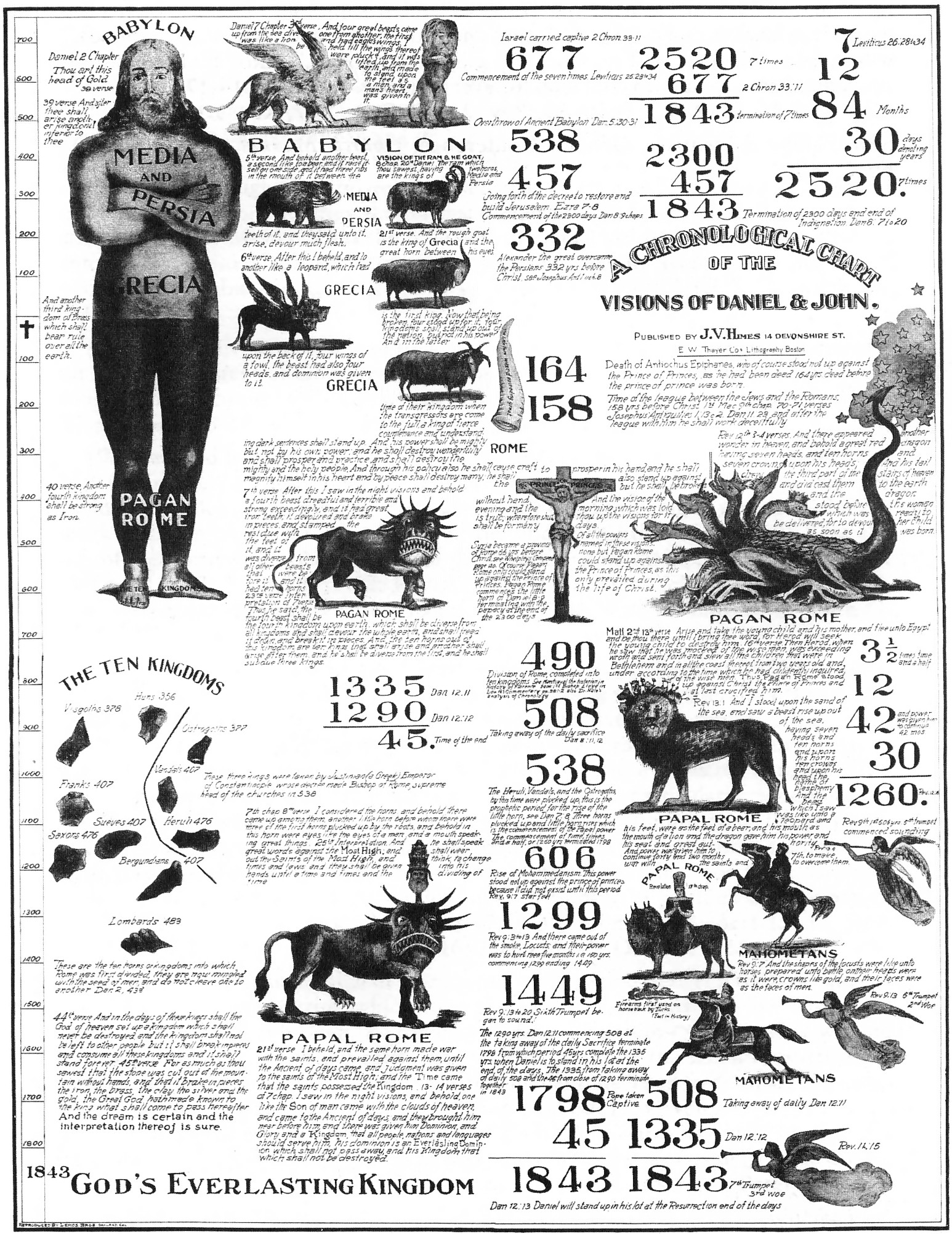
Календар Міллера, заснований на книгах Даниїла та Апокаліпсису Івана Богослова

Адвенти́зм (від лат. adventus — пришестя) — релігійний християнський міжконфесійний протестантський рух, що виник у середині 1840-х років у США. Іншою його назвою є міллеризм, за ім'ям натхненника цього руху в США — Вільяма Міллера (англ. William Miller, 1782—1849). Головною особливістю руху, стала проповідь близького Другого пришестя Ісуса Христа та встановлення «Царства Божого». Також під цією назвою в сучасності мають на увазі найчисельнішу релігійну організацію, що вийшла з Адвентистського руху — Церкву адвентистів сьомого дня.

## Історія Адвентистського руху та особливості вчення
Влітку 1831 року проповідник баптистської громади міста Гемптона (штат Нью-Йорк) Вільям Міллер оголосив, що йому вдалося, вивчаючи Біблію, зокрема, досліджуючи книгу пророка Даниїла та Апокаліпсис Івана Богослова, обчислити точну дату пришестя Христа.[джерело?]
З подальшого вивчення Писання я прийшов до висновку, що сім часів правління язичників повинні були початися в той час, коли євреї втратили свою незалежність, з моменту взяття в полон Манасії, яке кращі історіографи датують 677 р. до Р. Х. Крім того, я зробив висновок, що 2300 днів почалися з сімдесяти седмиць, з 457 р. до Р. Х., як це датують кращі історіографи, і що 1260 днів, які почалися «від часу, коли буде припинена стала жертва, щоб була поставлена гидота спустошення» (Дан. 12:11), потрібно відраховувати з моменту встановлення папського правління, після усунення язичницької мерзоти, яке б я порадив датувати, згідно з кращими істориками, приблизно 508 р. по Р. Х. Якщо відраховувати всі ці пророчі періоди з кількох дат, встановлених кращими історіографами для подій, з яких, очевидно, їх слід відраховувати, то всі вони завершаться в 1843 році.
Він видав книгу «Докази Писання та історії про друге пришестя Христа в 1843 році, викладені в огляді доповідей» де виклав своє припущення, що Ісус повинен повернутися між 21 березням 1843 року та 21 березням 1844 року, оскільки саме в цей час закінчується період «двох тисяч і трьох сотень вечорів-ранків» (Дан. 8:14). Міллер наголошував, що цей період завершиться тим, що в 11 вірші восьмого розділу книги Даниїла, називається «очищенням святині» (або «святилища»). Він тлумачив це, як Другий прихід Христа та звільнення Землі від гріха та смерті. Це призвело до утворення цілого міжконфесійного руху, до якого приєднувались як члени різних християнських деномінацій, так і «позаконфесійні». Головною ідеєю, яка об'єднувала всіх прихильників і учасників цього руху, була віра в буквальне і скоре Пришестя Христа та встановлення Царства Божого. В цьому русі об'єднались представники різних віросповідань та догматичних переконань, від яких не вимагали покидати свої конфесії чи змінювати доктринальні переконання. Лідери руху відмовились від будь-яких спроб надати йому офіційний статус релігійної організації, оскільки це виглядало беззмістовним. Ця відсутність офіційності дозволяла руху, з одного боку, бути дуже гнучким та неформальним, а з іншого — це призводило до того, що під егідою «адвентизму» чи «міллерізму» виникали різноманітні крайні та навіть фанатичні прояви релігійності.
Однак, пришестя Христа в розраховані терміни не відбулося, що стало великим потрясінням для всіх учасників цього руху, призвело до масової втрати його прихильників та дало право критикам охрестити його «лжепророчим рухом». Оговтавшись, Міллер та його послідовники переосмислили пророцтва у світлі нових обставин і прийшли до висновку, що всі підрахунки були вірні, проте невірним був висновок про те, що мало статися після закінчення напророченого періоду «2300 вечорів-ранків», зокрема, що «очищення святині» не означає Другий прихід Христа на Землю. Було зроблено висновок, що у встановлений час відбулася певна важлива подія на Небесах, яка і називається в пророцтвах «очищенням святині», що призведе, врешті, до скорого очікуваного Другого пришестя Христа. Сам досвід помилкового тлумачення пророцтв отримав назву «Велике розчарування». Міллер, а також багато його послідовників, намагалися більше не називати точних термінів Другого пришестя, але продовжували наголошувати на його скорому і неминучому настанні. Разом із тим, час від часу з'являлись окремі проповідники та просто люди, які називали нові дати Кінця світу, проте, Міллер та його учні відхрещувалися від таких «пророків».
У підсумку тих подій, адвентизм-міллеризм як міжконфесійний рух, упродовж другої половини XIX ст. трансформувався у краще організовані релігійні течії. Зокрема, були створені такі релігійні організації, як Асоціація тисячолітнього пришестя, Адвентисти першого дня, Християни адвентисти, Адвентисти сьомого дня та інші. Багато з них або зникли в кінці XIX — на початку XX ст., або стали локальними церквами. Єдиною течією, що продовжила ріст до масштабів всесвітньої релігійної організації, стала Церква адвентистів сьомого дня. Наразі, під назвою «адвентизм», «адвентисти» чи «адвентистська церква», здебільшого мають на увазі саме цю церкву.

## Адвентизм сьомого дня (Церква АСД)
Назва церкви Адвентистів Сьомого Дня походить від головних засад її віровчення. Це, передусім, віра у близькість Другого пришестя Ісуса Христа, або лат. adventus, досл. «пришестя»), а також — дотримання Суботи, сьомого дня тижня, як Божого дня, присвяченого поклонінню, згідно Четвертої заповіді Декалогу. Тому, крім назви «адвентисти», серед представників інших конфесій, ця церква відома також під назвою «суботники».
Більшість засновників Церкви АСД були послідовниками адвентизму-міллеризму. Адвентистська церква вважає себе духовними продовжувачами Адвентистського-міллерівського руху, зокрема, щодо розуміння пророцтв книги Даниїла й Одкровення Івана Богослова та вірі в те, що восени 1844 року дійсно закінчився період «2300 вечорів-ранків» і почалось «очищення святині» (або «святилища»), що у світлі подальшого дослідження цієї теми було витлумачено як процес, що відбувається в Небесному святилищі (Храмі), в якому Ісус ввійшов до Святого святих Небесного святилища (Храму) і почав там особливе заключне служіння — «слідчий суд перед поверненням на землю». Прообразом цього служіння Христа та «слідчого суду», було служіння первосвященика в другому відділенні земної Скинії (Храму) під час «Судного дня» (євр. «Йом-Кіппур»), яке описано в 16 розділі книги Левит.
З огляду на це, час від часу на адресу Церкви АСД лунають звинувачення в тому, що вона встановлювала чи встановлює дати Другого приходу Христа. Всі ці звинувачення Церква АСД відкидає, наголошуючи на тому, що з моменту її утворення у 1863 році, вона ніколи не встановлювала дат Другого пришестя Ісуса Христа, завжди наголошувала, що «про день той і годину не знає ніхто», крім Бога, і що ця подія стане несподіваною для всіх людей. Водночас, на підставі пророцтв Даниїла, Івана Богослова та ознак Кінця світу, які навів Сам Ісус, що записані в 24 розділі Єв. Матвія (повт. 21 розділ Єв. Луки та 13 розділ Єв. Марка), можна впевнено говорити, що ця доленосна подія є «при дверях».
Загалом, Церква АСД вважає Адвентистський рух та свою появу підсумком подальшого розвитку Реформації, що почалася в XVI столітті в Європі з метою повернення до витоків християнства, відновлення християнської Церкви в такий стан, якою була вона у ті часи, коли Христос і апостоли її заснували. З огляду на це, теологія Адвентизму сьомого дня ґрунтується на п'яти принципах, сформульованих ще в часи Реформації, а саме, Sola scriptura («тільки Писанням»), Sola gratia («тільки благодаттю»), Sola fide («тільки вірою»), Solus Christus («тільки Христос») та Soli Deo gloria («тільки Богу слава»), які узагальнюються як Quinque sola («П'ять „тільки“»). Адвентизм приймає також положення Нікейсько-Царгородського Символу віри, проте є певні відмінності в розумінні цих положень, в порівнянні з розумінням Символа віри в православ'ї та католицизмі.
Наразі, АСД здійснюють своє служіння людям у 220 країнах земної кулі, мають близько 42 000 церков. Церква АСД — одна із тих, що визначається у світі своїм швидким приростом: щодня зростає більш ніж на 2 тис. осіб, а щорічно — майже півтора мільйона нових вірян[джерело?]. Охрещуються дорослі, а не немовлята. До складу всесвітньої церкви входять 13 світових центрів, відділень Генеральної Конференції — дивізіонів, які діляться на регіональні поля — уніони, конференції, місії. Церква має представництва в 206 країнах світу, веде проповіді 735 мовами. ЦАСД керується демократичними засадами.
Чисельність церкви, разом із дітьми і підлітками, становить приблизно 25 мільйонів чоловік. Найстарішою в Євроазіатському дивізіоні є Церква Адвентистів Сьомого Дня в Україні, діяльність якої прослідковується з 1876 року.

### Віровчення
Символом віри є Біблія. Вірять, що всі 66 канонічних книг Старого і Нового Завіту є богонатхненним мірилом і підставою християнської віри.
Вірять, що весь Всесвіт, видимий і невидимий світ, створений великим і всесильним Творцем, і приймають вчення про Трійцю.
Вірять, що всі розумні істоти Всесвіту створені Богом за образом і подобою Творця, і що в питаннях свободи совісті та релігії всі однаковою мірою мають право на свободу вибору. Вірять, що гріх зародився на небі, серед ангелів, і що через падіння Люцифера і його ангелів гріх був перенесений на землю, що призвело до втрати людського безсмертя.
Вірять, що Син Божий прийшов у наш світ, народився непорочним зачаттям від діви Марії (у оригіналі Старого Завіту слово «діва» написано з малої букви), у 30 років був хрещений і 3,5 років проповідував, зціляв і воскрешав, виявлявши характер Бога, люблячого і милосердного.
Вірять, що життя Ісуса Христа є прикладом для всіх охочих стати Божими синами і дочками.
Вірять, що людина не має в самій собі безсмертя, оскільки його було втрачено при гріхопадінні Адама і Єви, та що тільки через віру в Ісуса Христа і відновлення в людині образу Божого та Його святості безсмертя буде повернено смертному тілу при Другому пришесті Христа.
Вірять, що людина повинна оберігати не тільки свій дух (тобто розум) від осквернення, але і тіло своє. Біблія ясно вказує на несумісність непослуху Богові зі служінням Йому. Всі наркотичні засоби, такі, як тютюн, алкоголь і наркотики, руйнують людське тіло, а в тілі, що руйнується (хворому), не може бути місця для здорового духа.
Вірять, що Христос створив на землі Свою Церкву з людей, які прагнуть жити за Його прикладом відповідно до Його Закону. Він послав Своїх послідовників служити потребам людей безкорисливо і сумлінно. Він доручив Своїм послідовникам проповідувати Євангеліє і вчити всіх людей дотримуватися того, що Він повелів.
Вірять, що сьомим днем тижня за Біблією є Субота. Святість цього дня установлена Богом при творінні Землі. Сам Бог про це сказав і власноручно написав. Заповідь про суботу є четвертою заповіддю Закону Божого. Дотримуючи цю заповідь, людина визнає Бога Творцем нашої Землі. Це знак приналежності Богу, характерна ознака того, що ми поклоняємося Богові. Жодну заповідь Закону Божого неможливо змінити, оскільки Бог не змінюється. Пророки, Христос і апостоли дотримувалися суботи, і у вічності всі врятовані святитимуть цей день.
Вірять, що кожна людина може одержати прощення всіх своїх гріхів і порятунок через віру в Ісуса Христа. Тому, подібно до учнів Христа, адвентисти хрестять в ім'я Отця і Сина і Святого Духа тільки тих людей, хто свідомо вірить і дає обіцянку служити Богу та дотримуватися Його заповідей.
Вірять у близький Другий прихід Христа, у те, що буде воскресіння мертвих праведних і неправедних, що буде завершальний праведний суд, після якого призвідник гріха і зла, Сатана, разом зі своїми спільниками, остаточно загине. Земля очиститься, оновиться, і врятовані народи вічно житимуть на оновленій землі, де ні смерті, ні плачу, ні крику, ні хвороби вже не буде.

### Керівні органи
Головним керівним органом Адвентистів сьомого дня є «Генеральна конференція адвентистів сьомого дня». Центр всесвітньої організації адвентистів сьомого дня знаходиться у м. Сілвер-Спринг, штат Меріленд, США.